# Medaglia per la difesa di Kiev
La medaglia per la difesa di Kiev è stata un premio statale dell'Unione Sovietica.

## Storia
La medaglia venne istituita il 5 dicembre 1944.

## Assegnazione
La medaglia veniva assegnata ai partecipanti alla difesa di Kiev.

## Insegne
- La medaglia era di ottone. Il dritto raffigurava l'immagine in rilievo del palazzo del Soviet Supremo della RSS Ucraina, con una bandiera sventolante sul suo albero sul tetto. Sullo sfondo della costruzione, le immagini in rilievo di un soldato rosso, un marinaio, un operaio e una donna, tutti i guerriglieri verso sinistra con i fucili a portata di mano. Lungo la circonferenza superiore della medaglia, la scritta in rilievo "PER LA DIFESA DI KIEV" (Russo: «ЗА ОБОРОНУ КИЕВА»), diviso in due dalla bandiera. In fondo in rilievo una stella a cinque punte su rami di alloro. Sul retro nella parte superiore, l'immagine in rilievo della falce e martello, sotto l'immagine, la scritta su rilievo tre righe "PER LA MADREPATRIA SOVIETICA" (Russo: «ЗА НАШУ СОВЕТСКУЮ РОДИНУ»).
- Il nastro era bianco con una striscia rossa e una azzurra centrali, quella azzurra più sottile.